# Nogent-sur-Loir
Nogent-sur-Loir – miejscowość i gmina we Francji, w regionie Kraj Loary, w departamencie Sarthe.
Według danych na rok 1990 gminę zamieszkiwały 354 osoby, a gęstość zaludnienia wynosiła 33 osoby/km² (wśród 1504 gmin Kraju Loary, Nogent-sur-Loir plasuje się na 946. miejscu pod względem liczby ludności, natomiast pod względem powierzchni na miejscu 978.).